# ヘラルト・テル・ボルフ

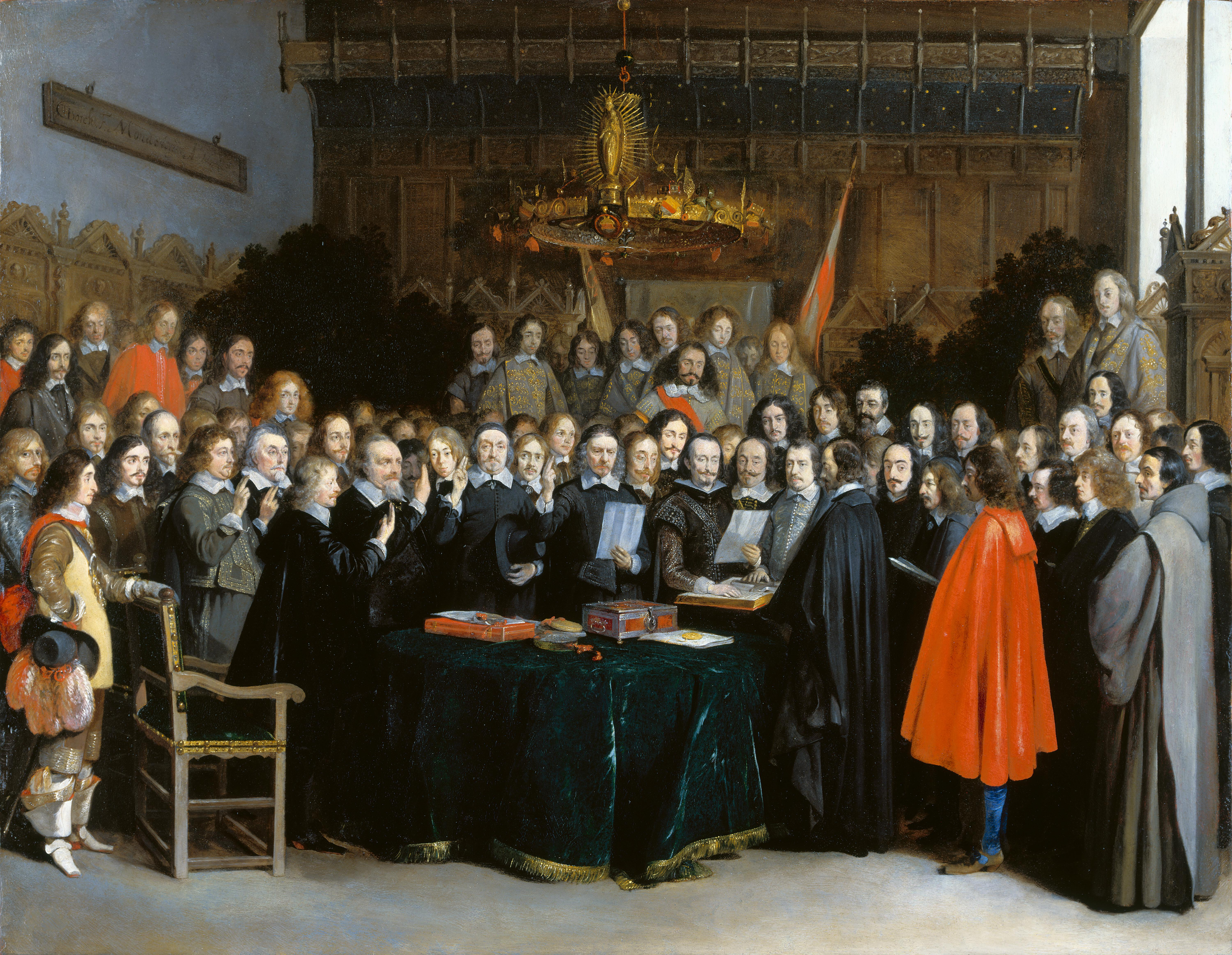
テル・ボルフ作「ミュンスターにおけるウェストファリア条約締結の儀」、アムステルダム国立美術館 蔵

ヘラルト・テル・ボルフ （Gerard ter BorchまたはTerburg、1617年12月 - 1681年12月8日）は、オランダの画家。

## 生涯
ズヴォレ（現在のオーファーアイセル州の町）で生まれた。彼は芸術家であった父親から良い教育を受け、非常に幼い頃から才能の片鱗を見せた。学問上の献呈の辞で証明されるように、テル・ボルフは1632年にアムステルダムで、ウィレム・コルネリスゾーン・ダイスター(Willem Cornelisz. Duyster)かピーテル・コッデ(Pieter Codde)のもとで学んでいた。ダイスターの影響が、1638年頃に描かれた絵の中にみられる。1634年、彼はハールレムでピーテル・デ・モライン(Pieter de Molijn)の元で学んだ。このハールレム時代に描かれた作品は、ベルリン・ギャラリーにある『相談』（1635年）である。
1635年、テル・ボルフはロンドンにおり、その後ドイツ、フランス、スペイン、イタリアを旅した。1641年に彼がローマにいたのは確かであり、銅版に『ヤン・シクスの小さな肖像』と『ある若い女性』を描いた。1648年、スペイン＝オランダ間の和平条約批准する会議の場にいる間、彼はミュンスターにいた。彼は集合した全権大使らの小さな肖像画を銅版に作成し、平行して『ギターの練習』と『立つ男』の肖像を描いた（現在ロンドンのナショナルコレクションで展示）。絵画はデミドフ家の手で1280ポンドで売られ、ハートフォード侯が買い上げた。現在これらは絵画収集家リチャード・ウォレスによってナショナル・ギャラリーに寄贈された（秘書を務めていたジョン・マレー・スコットの進言によるという）。
テル・ボルフは招聘されてマドリードを訪問、彼はスペイン王フェリペ4世に雇われ騎士に叙された。しかし、陰謀事件の結果、彼はオランダへ帰国せざるをえなかったといわれる。彼は一時ハールレムに定住したとみられる。しかし彼は最終的にデーフェンテル（現在オーファーアイセル州の町）へ定住し、そこで町議会の議員となり、ハーグのギャラリーにある肖像画の中に姿を見せている。彼は1681年にデーフェンテルで死んだ。 
テル・ボルフは肖像画家として一流だが、風俗画の画家としても未だ高名である。彼は、金持ちの生活ぶりと同時代の知識階級らの真実を見事に描いた。また彼の作品は、オランダ美術の中で多くを占めるとされる粗雑な筆遣いからほど遠かった。彼の人物像は姿勢において非常によく描かれ表情に富む。彼の彩色は鮮明で豊かである。しかし、彼の最高の手腕は、彼の、衣類のひだにある織物の無比の表現にあり、『手紙』や『父の諫言』などの作品で平均的に見られる。テル・ボルフの現存する作品は比較的少ない。80作品のみが知られる。このうち6作品はエルミタージュ美術館、5作品はルーヴル美術館、4作品はアルテ・マイスター絵画館、2作品がウォレス・コレクションに収められている。

## 作品

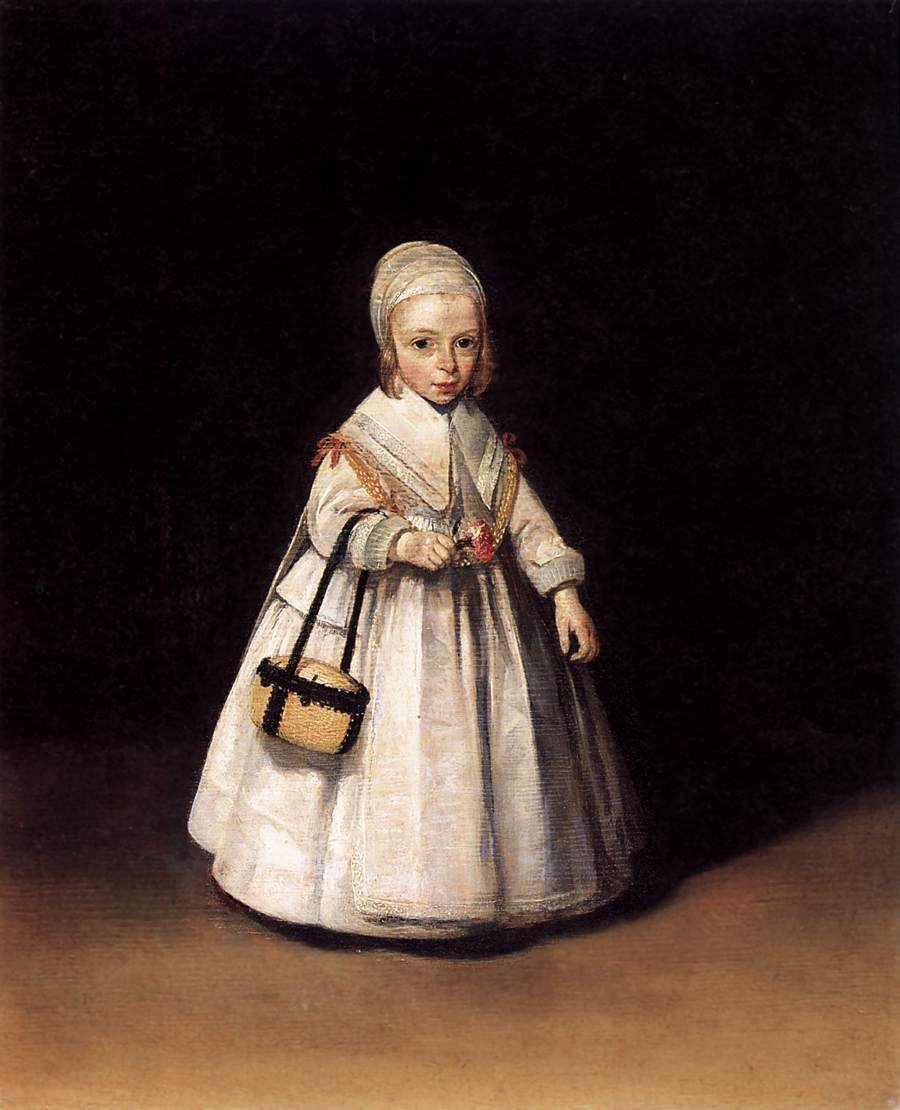
『ヘレナ・ファン・デル・スハルケの肖像』 (1648年頃) アムステルダム国立美術館
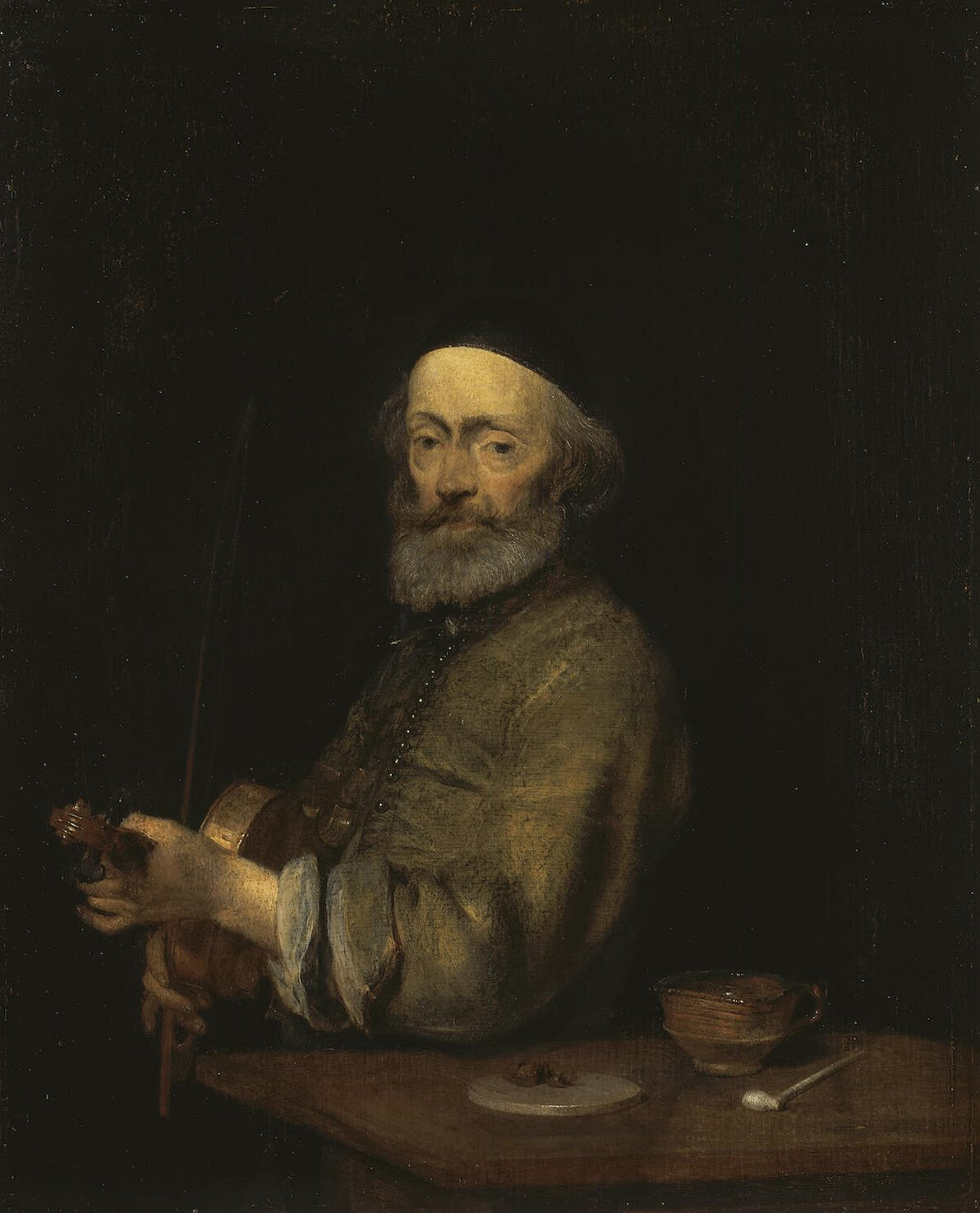
『ヴァイオリン奏者』
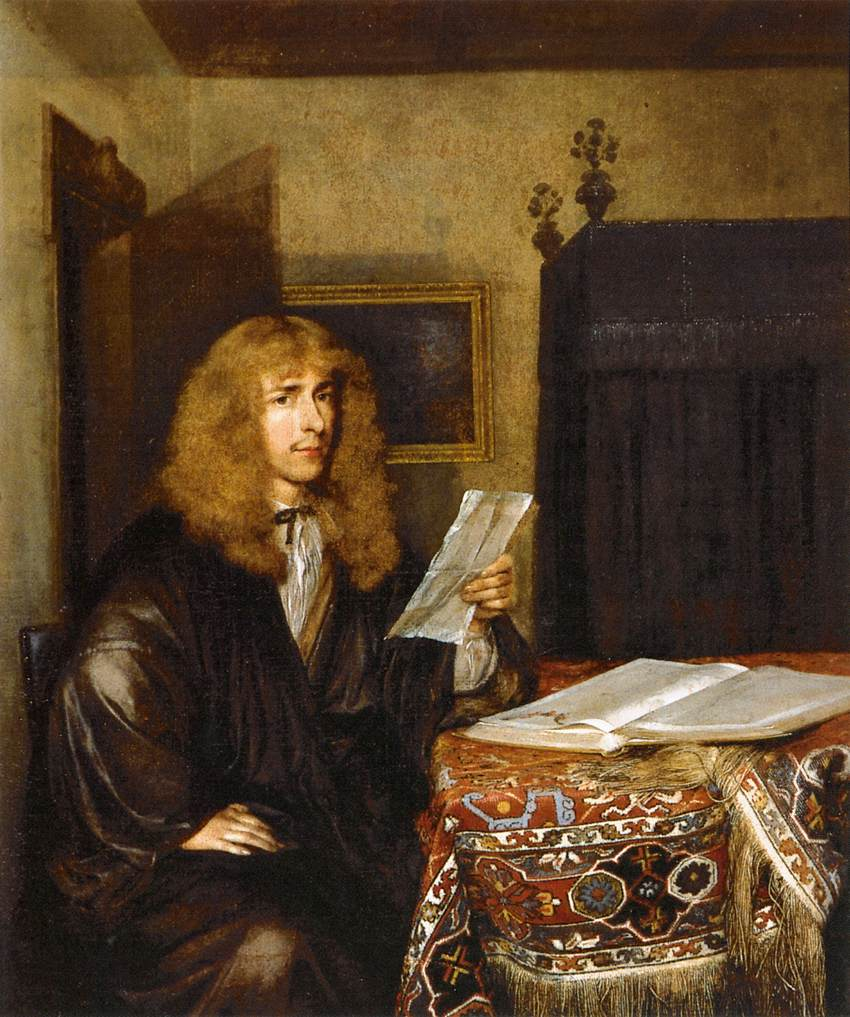
『文書を読む者の像』
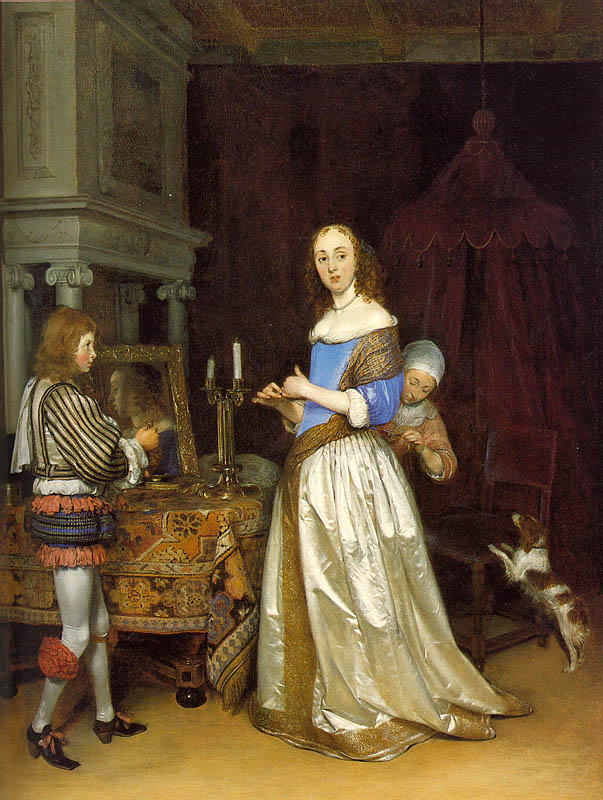
『身支度をする女』
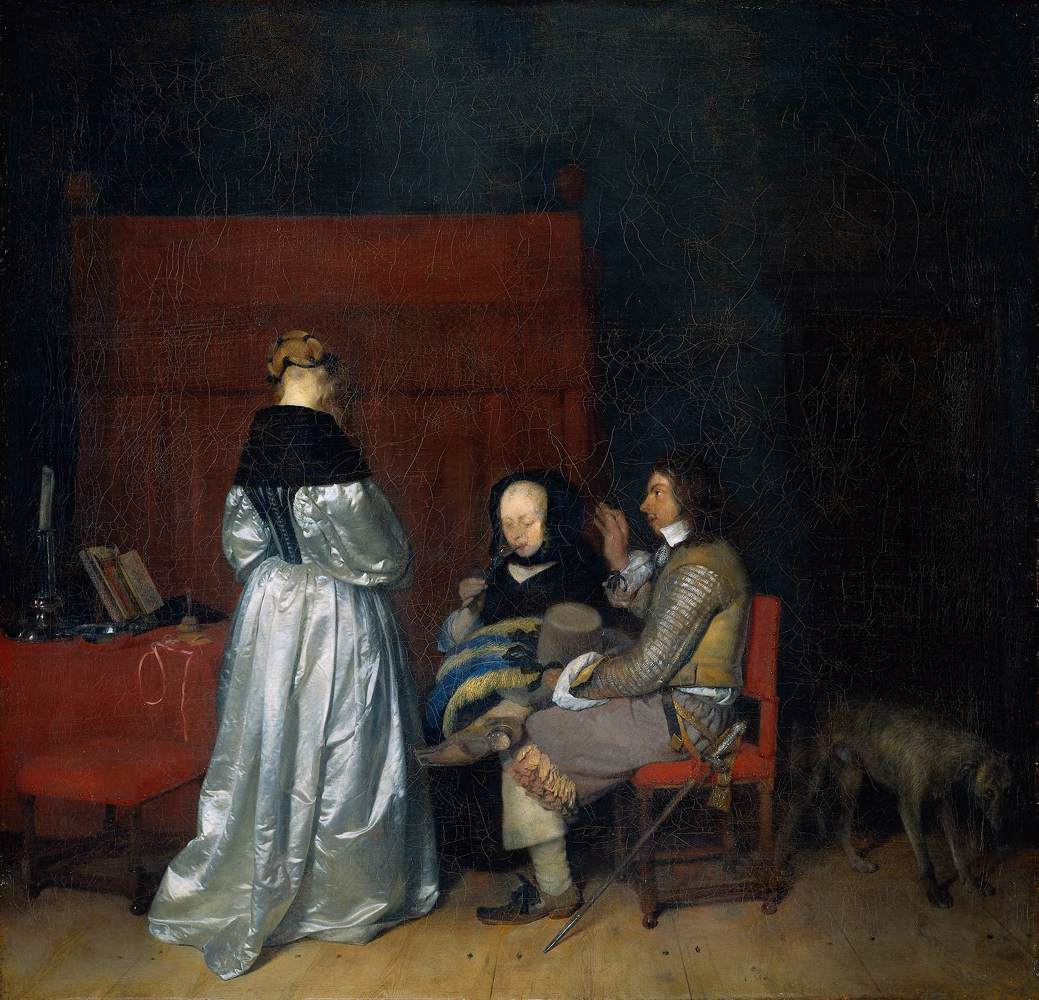
『意味ありげな会話』(1654年頃) アムステルダム国立美術館
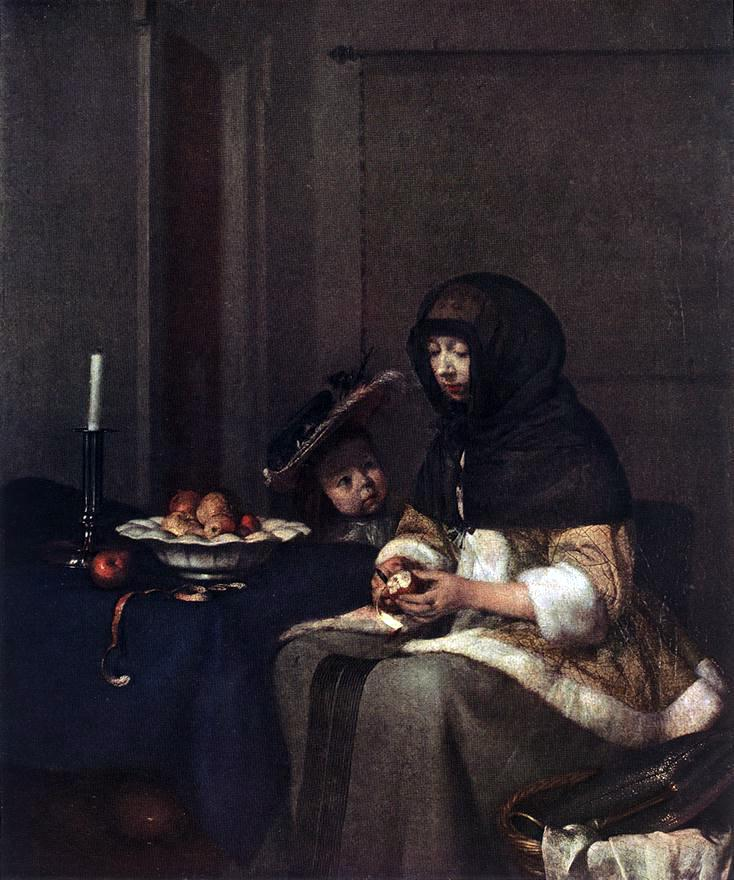
『リンゴの皮を剥く女性』(1660年頃) 美術史美術館、ウィーン
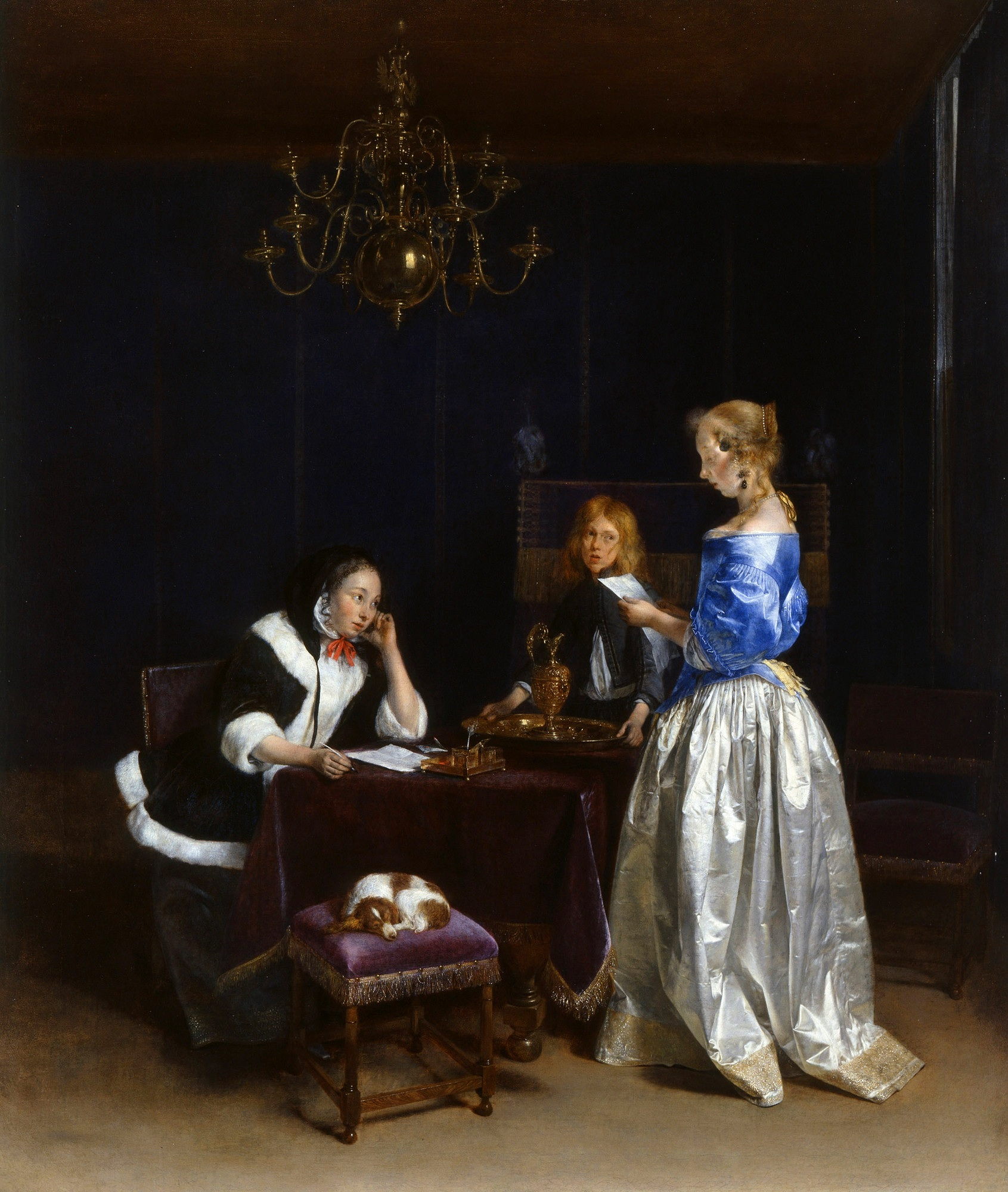
『手紙』(1660-1665年頃) ロイヤル・コレクション
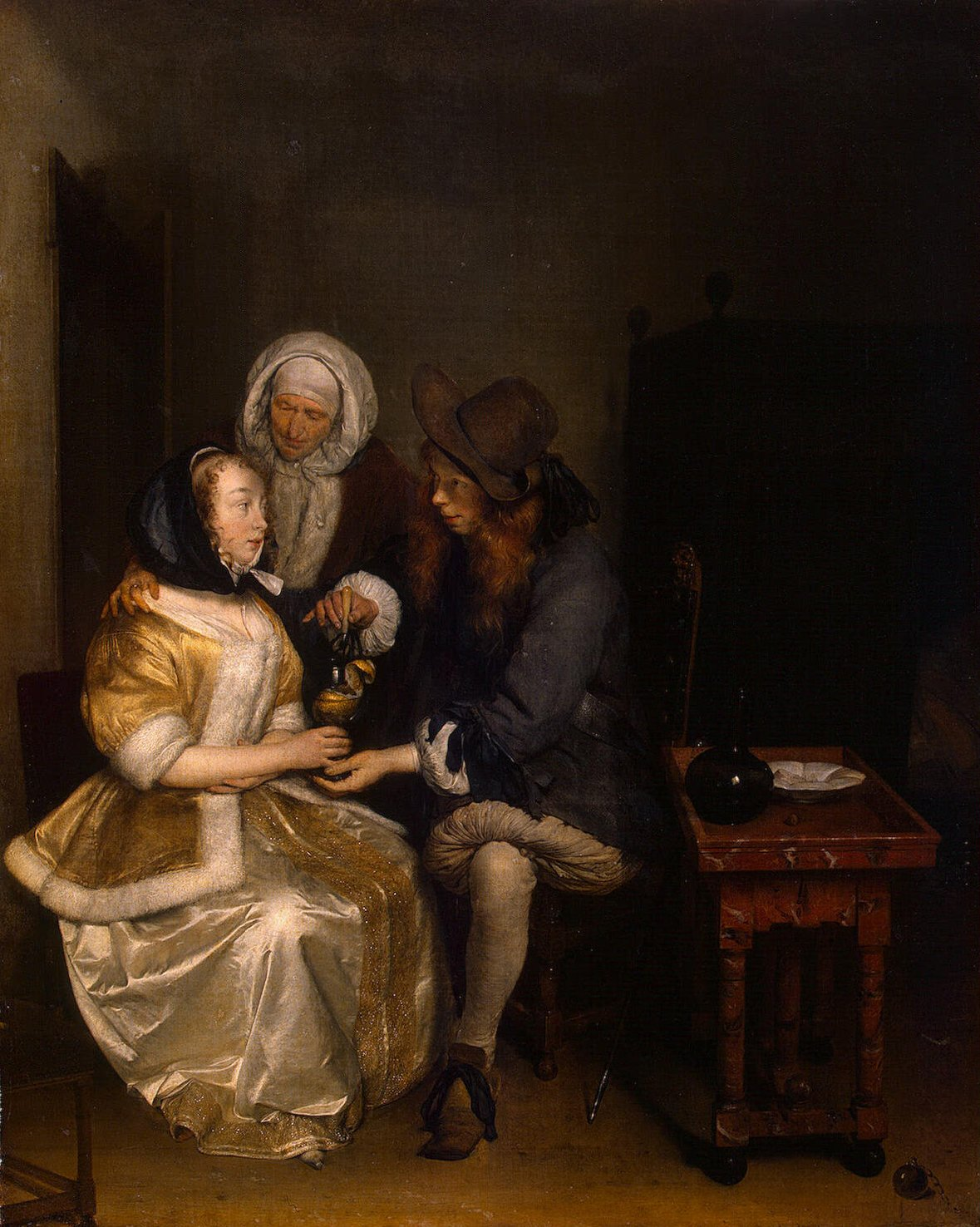
『一杯のレモネード』(1664年頃) エルミタージュ美術館

## 参照
- この記事にはアメリカ合衆国内で著作権が消滅した次の百科事典本文を含む: Chisholm, Hugh, ed. (1911). “Ter Borch, Gerard”. Encyclopædia Britannica (英語). Vol. 26 (11th ed.). Cambridge University Press. p. 637.